# Championnat du monde des rallyes 1995
Navigation
1994 1996

## Épreuves
|                 |                          |                     |                       |
| Noir = Asphalte | Marron = Terre / Gravier | Bleu = Neige/ glace | Rouge = Surface mixte |

### Calendrier / Résultats
| Calendrier / Résultats du championnat du monde des rallyes 1995 | Calendrier / Résultats du championnat du monde des rallyes 1995 | Calendrier / Résultats du championnat du monde des rallyes 1995 | Calendrier / Résultats du championnat du monde des rallyes 1995 | Calendrier / Résultats du championnat du monde des rallyes 1995 | Calendrier / Résultats du championnat du monde des rallyes 1995 | Calendrier / Résultats du championnat du monde des rallyes 1995 | Calendrier / Résultats du championnat du monde des rallyes 1995 |
| Manche                                                          | Rallye                                                          | Rallye                                                          | Podium                                                          | Podium                                                          | Podium                                                          | Podium                                                          | Podium                                                          |
| Manche                                                          | Rallye                                                          | Rallye                                                          | #                                                               | Pilote                                                          | Copilote                                                        | Voiture                                                         | Temps                                                           |
| --------------------------------------------------------------- | --------------------------------------------------------------- | --------------------------------------------------------------- | --------------------------------------------------------------- | --------------------------------------------------------------- | --------------------------------------------------------------- | --------------------------------------------------------------- | --------------------------------------------------------------- |
| 1                                                               | 63e Rallye Monte-Carlo (21-26 janvier)                          | 21 spéciales 546,80 km Asphalte/Neige                           | 1                                                               | Carlos Sainz                                                    | Luis Moya                                                       | Subaru Impreza 555                                              | 6 h 32 min 31 s                                                 |
| 1                                                               | 63e Rallye Monte-Carlo (21-26 janvier)                          | 21 spéciales 546,80 km Asphalte/Neige                           | 2                                                               | François Delecour                                               | Daniel Grataloup                                                | Ford Escort RS Cosworth                                         | +2 min 25 s                                                     |
| 1                                                               | 63e Rallye Monte-Carlo (21-26 janvier)                          | 21 spéciales 546,80 km Asphalte/Neige                           | 3                                                               | Juha Kankkunen                                                  | Nicky Grist                                                     | Toyota Celica GT-Four                                           | +3 min 57 s                                                     |
|                                                                 |                                                                 |                                                                 |                                                                 |                                                                 |                                                                 |                                                                 |                                                                 |
| 2                                                               | 44e Rallye de Suède (10-12 février)                             | 25 spéciales 501,12 km Neige/Glace                              | 1                                                               | Kenneth Eriksson                                                | Staffan Parmander                                               | Mitsubishi Lancer Evo 2                                         | 4 h 51 min 27 s                                                 |
| 2                                                               | 44e Rallye de Suède (10-12 février)                             | 25 spéciales 501,12 km Neige/Glace                              | 2                                                               | Tommi Mäkinen                                                   | Seppo Harjanne                                                  | Mitsubishi Lancer Evo 2                                         | +12 s                                                           |
| 2                                                               | 44e Rallye de Suède (10-12 février)                             | 25 spéciales 501,12 km Neige/Glace                              | 3                                                               | Thomas Rådström                                                 | Lars Bäckman                                                    | Toyota Celica GT-Four                                           | +1 min 07 s                                                     |
|                                                                 |                                                                 |                                                                 |                                                                 |                                                                 |                                                                 |                                                                 |                                                                 |
| 3                                                               | 29e Rallye du Portugal (8-10 mars)                              | 33 spéciales 467,05 km Tarmac/Gravier                           | 1                                                               | Carlos Sainz                                                    | Luis Moya                                                       | Subaru Impreza 555                                              | 5 h 32 min 37 s                                                 |
| 3                                                               | 29e Rallye du Portugal (8-10 mars)                              | 33 spéciales 467,05 km Tarmac/Gravier                           | 2                                                               | Juha Kankkunen                                                  | Nicky Grist                                                     | Toyota Celica GT-Four                                           | +12 s                                                           |
| 3                                                               | 29e Rallye du Portugal (8-10 mars)                              | 33 spéciales 467,05 km Tarmac/Gravier                           | 3                                                               | Colin McRae                                                     | Derek Ringer                                                    | Subaru Impreza 555                                              | +3 min 14 s                                                     |
|                                                                 |                                                                 |                                                                 |                                                                 |                                                                 |                                                                 |                                                                 |                                                                 |
| 4                                                               | 39e Tour de Corse (3-5 mai)                                     | 22 spéciales 481,17 km Asphalte                                 | 1                                                               | Didier Auriol                                                   | Bernard Occelli                                                 | Toyota Celica Turbo 4WD                                         | 5 h 14 min 49 s                                                 |
| 4                                                               | 39e Tour de Corse (3-5 mai)                                     | 22 spéciales 481,17 km Asphalte                                 | 2                                                               | François Delecour                                               | Daniel Grataloup                                                | Ford Escort RS Cosworth                                         | +15 s                                                           |
| 4                                                               | 39e Tour de Corse (3-5 mai)                                     | 22 spéciales 481,17 km Asphalte                                 | 3                                                               | Andrea Aghini                                                   | Sauro Farnocchia                                                | Mitsubishi Lancer Evo 3                                         | +57 s                                                           |
|                                                                 |                                                                 |                                                                 |                                                                 |                                                                 |                                                                 |                                                                 |                                                                 |
| 5                                                               | 25e Rallye de Nouvelle-Zélande (27-30 juillet)                  | 33 spéciales 498,95 km Gravier                                  | 1                                                               | Colin McRae                                                     | Derek Ringer                                                    | Subaru Impreza 555                                              | 5 h 33 min 06 s                                                 |
| 5                                                               | 25e Rallye de Nouvelle-Zélande (27-30 juillet)                  | 33 spéciales 498,95 km Gravier                                  | 2                                                               | Didier Auriol                                                   | Bernard Occelli                                                 | Toyota Celica Turbo 4WD                                         | +44 s                                                           |
| 5                                                               | 25e Rallye de Nouvelle-Zélande (27-30 juillet)                  | 33 spéciales 498,95 km Gravier                                  | 3                                                               | Juha Kankkunen                                                  | Nicky Grist                                                     | Toyota Celica GT-Four                                           | +1 min 09 s                                                     |
|                                                                 |                                                                 |                                                                 |                                                                 |                                                                 |                                                                 |                                                                 |                                                                 |
| 6                                                               | 8e Rallye d'Australie (15-18 septembre)                         | 30 spéciales 503,05 km Gravier                                  | 1                                                               | Kenneth Eriksson                                                | Staffan Parmander                                               | Mitsubishi Lancer Evo 3                                         | 4 h 53 min 59 s                                                 |
| 6                                                               | 8e Rallye d'Australie (15-18 septembre)                         | 30 spéciales 503,05 km Gravier                                  | 2                                                               | Colin McRae                                                     | Derek Ringer                                                    | Subaru Impreza 555                                              | +19 s                                                           |
| 6                                                               | 8e Rallye d'Australie (15-18 septembre)                         | 30 spéciales 503,05 km Gravier                                  | 3                                                               | Juha Kankkunen                                                  | Nicky Grist                                                     | Toyota Celica GT-Four                                           | +1 min 55 s                                                     |
|                                                                 |                                                                 |                                                                 |                                                                 |                                                                 |                                                                 |                                                                 |                                                                 |
| 7                                                               | 31e Rallye de Catalogne (23-25 octobre)                         | 23 spéciales 474,35 km Gravier/Asphalte                         | 1                                                               | Carlos Sainz                                                    | Luis Moya                                                       | Subaru Impreza 555                                              | 5 h 05 min 58 s                                                 |
| 7                                                               | 31e Rallye de Catalogne (23-25 octobre)                         | 23 spéciales 474,35 km Gravier/Asphalte                         | 2                                                               | Colin McRae                                                     | Derek Ringer                                                    | Subaru Impreza 555                                              | +51 s                                                           |
| 7                                                               | 31e Rallye de Catalogne (23-25 octobre)                         | 23 spéciales 474,35 km Gravier/Asphalte                         | 3                                                               | Piero Liatti                                                    | Alessandro Alessandrini                                         | Toyota Celica Turbo 4WD                                         | +1 min 58 s                                                     |
|                                                                 |                                                                 |                                                                 |                                                                 |                                                                 |                                                                 |                                                                 |                                                                 |
| 8                                                               | 51e Rallye de Grande-Bretagne (19-22 novembre)                  | 28 spéciales 566,27 km Gravier                                  | 1                                                               | Colin McRae                                                     | Derek Ringer                                                    | Subaru Impreza 555                                              | 5 h 09 min 19 s                                                 |
| 8                                                               | 51e Rallye de Grande-Bretagne (19-22 novembre)                  | 28 spéciales 566,27 km Gravier                                  | 2                                                               | Carlos Sainz                                                    | Luis Moya                                                       | Subaru Impreza 555                                              | +36 s                                                           |
| 8                                                               | 51e Rallye de Grande-Bretagne (19-22 novembre)                  | 28 spéciales 566,27 km Gravier                                  | 3                                                               | Richard Burns                                                   | Robert Reid                                                     | Subaru Legacy RS                                                | +6 min 39 s                                                     |
|                                                                 |                                                                 |                                                                 |                                                                 |                                                                 |                                                                 |                                                                 |                                                                 |

## Classements

### Système de points en vigueur
| 25 pts | 20 pts | 17 pts | 14 pts | 12 pts | 10 pts | 9 pts | 8 pts | 7 pts | 6 pts | 5 pts | 4 pts | 3 pts | 2 pts | 1 pt |

| Points en fonction du classement du groupe | Points en fonction du classement du groupe | Points en fonction du classement du groupe | Points en fonction du classement du groupe | Points en fonction du classement du groupe | Points en fonction du classement du groupe | Points en fonction du classement du groupe | Points en fonction du classement du groupe | Points en fonction du classement du groupe | Points en fonction du classement du groupe | Points en fonction du classement du groupe | Points en fonction du classement du groupe | Points en fonction du classement du groupe | Points en fonction du classement du groupe | Points en fonction du classement du groupe | Points en fonction du classement du groupe | Points en fonction du classement du groupe |
| 1er | 2e                                         | 3e                                         | 4e                                         | 5e                                         | 6e                                         | 7e                                         | 8e                                         | 9e                                         | 10e                                        |                                            |                                            |                                            |                                            |                                            |                                            |                                            |
| --- | ------------------------------------------ | ------------------------------------------ | ------------------------------------------ | ------------------------------------------ | ------------------------------------------ | ------------------------------------------ | ------------------------------------------ | ------------------------------------------ | ------------------------------------------ | ------------------------------------------ | ------------------------------------------ | ------------------------------------------ | ------------------------------------------ | ------------------------------------------ | ------------------------------------------ | ------------------------------------------ |
| 10 pts | 9 pts                                      | 8 pts                                      | 7 pts                                      | 6 pts                                      | 5 pts                                      | 4 pts                                      | 3 pts                                      | 2 pts                                      | 1 pt                                       |                                            |                                            |                                            |                                            |                                            |                                            |                                            |
| Les deux voitures les mieux classées par équipe marquent des points pour le championnat constructeur. Les points du classement général et du groupe sont additionnés, mais seules les voitures qui sont rentrées dans le top 15 du classement général marquent les points du classement du groupe |                                            |                                            |                                            |                                            |                                            |                                            |                                            |                                            |                                            |                                            |                                            |                                            |                                            |                                            |                                            |                                            |

| 20 pts | 15 pts | 12 pts | 10 pts | 8 pts | 6 pts | 4 pts | 3 pts | 2 pts | 1 pts |

### Disqualification de Toyota
A l'issue du Rallye de Catalogne, un contrôle technique poussé sur les Toyota a permis de découvrir une tricherie de l'équipe : un système complexe permettait de désenclencher la bride à l'admission d'air du moteur lors des spéciales, permettant de faire entrer plus d'air qu'autorisé dans le moteur pour obtenir plus de puissance, tout en passant avec succès les contrôles habituels en cours et en fin d'épreuve. Le constructeur japonais et ses pilotes sont disqualifiés du championnat, sans toutefois perdre leurs résultats. Toyota est également exclu  pour la saison 1996 et fait son retour en 1997.

### Classement constructeurs
| 1  | Subaru     | 46 | 0  | 60 | 39 | 48 | 29 | 64 | 64 | 350 |
| 2  | Mitsubishi | 36 | 64 | 32 | 36 | 31 | 56 | 33 | 19 | 307 |
| DQ | Toyota     | 25 | 46 | 50 | 42 | 54 | 43 | 0  |    | 260 |
| 3  | Ford       | 47 | 28 | 26 | 42 | 26 | 15 | 21 | 18 | 223 |

### Classement pilotes
| 1  | Colin McRae        | -  | -  | 12 | 8  | 20 | 15 | 15 | 20 | 90 |
| 2  | Carlos Sainz       | 20 | -  | 20 | 10 | -  | -  | 20 | 15 | 85 |
| DQ | Juha Kankkunen     | 12 | 10 | 15 | 1  | 12 | 12 | -  | -  | 62 |
| DQ | Didier Auriol      | -  | 8  | 8  | 20 | 15 | -  | -  | -  | 51 |
| 3  | Kenneth Eriksson   | -  | 20 | -  | -  | 8  | 20 | -  | -  | 48 |
| 4  | François Delecour  | 15 | -  | -  | 15 | 6  | -  | 10 | -  | 46 |
| 5  | Tommi Mäkinen      | 10 | 15 | -  | 3  | -  | 10 | -  | -  | 38 |
| 6  | Bruno Thiry        | 8  | 6  | 6  | -  | -  | 6  | -  | 8  | 34 |
| DQ | Armin Schwarz      | -  | 2  | 10 | -  | 10 | 8  | -  | -  | 30 |
| 7  | Piero Liatti       | 3  | -  | -  | 6  | -  | -  | 12 | -  | 26 |
| 8  | Andrea Aghini      | 6  | -  | -  | 12 | -  | -  | 8  | -  | 21 |
| 9  | Richard Burns      | -  | -  | 4  | -  | -  | -  | -  | 12 | 16 |
| DQ | Thomas Rådström    | -  | 12 | -  | -  | -  | -  | -  | -  | 12 |
| 10 | Alister McRae      | -  | -  | -  | -  | -  | -  | -  | 10 | 10 |
| 11 | Rui Madeira        | -  | -  | 2  | -  | 1  | -  | -  | 4  | 7  |
| 12 | Gustavo Trelles    | -  | -  | -  | -  | -  | -  | 6  | -  | 6  |
| 12 | Gwyndaf Evans      | -  | -  | -  | -  | -  | -  | -  | 6  | 6  |
| 14 | Jean Ragnotti      | 4  | -  | -  | -  | -  | -  | -  | -  | 4  |
| 14 | Stig Blomqvist     | -  | 4  | -  | -  | -  | -  | -  | -  | 4  |
| 14 | Patrick Bernardini | -  | -  | -  | 4  | -  | -  | -  | -  | 4  |
| 14 | Possum Bourne      | -  | -  | -  | -  | 4  | -  | -  | -  | 4  |
| DQ | Yoshio Fujimoto    | -  | -  | -  | -  | -  | 4  | -  | -  | 4  |
| 14 | Oriol Gómez        | 2  | -  | -  | -  | -  | -  | 4  | -  | 4  |
| 19 | Jorge Recalde      | -  | -  | 1  | -  | 2  | 1  | -  | -  | 4  |
| 20 | Tomas Jansson      | -  | 3  | -  | -  | -  | -  | -  | -  | 3  |
| 20 | Alex Fiorio        | -  | -  | 3  | -  | -  | -  | -  | -  | 3  |
| 20 | Neil Allport       | -  | -  | -  | -  | 3  | -  | -  | -  | 3  |
| 20 | Ed Ordynski        | -  | -  | -  | -  | -  | 3  | -  | -  | 3  |
| 20 | Andrea Navarra     | -  | -  | -  | -  | -  | -  | 3  | -  | 3  |
| 20 | Jarmo Kytölehto    | -  | -  | -  | -  | -  | -  | -  | 3  | 3  |
| 26 | Philippe Camandona | 2  | -  | -  | -  | -  | -  | -  | -  | 2  |
| 26 | Philippe Bugalski  | -  | -  | -  | 2  | -  | -  | -  | -  | 2  |
| 26 | Neal Bates         | -  | -  | -  | -  | -  | 2  | -  | -  | 2  |
| 26 | Josep Bassas       | -  | -  | -  | -  | -  | -  | 2  | -  | 2  |
| 26 | Masao Kamioka      | -  | -  | -  | -  | -  | -  | -  | 2  | 2  |
| 31 | Isolde Holderied   | 1  | -  | -  | -  | -  | -  | -  | -  | 1  |
| 31 | Kenneth Bäcklund   | -  | 1  | -  | -  | -  | -  | -  | -  | 1  |
| 31 | Yvan Postel        | -  | -  | -  | -  | -  | -  | 1  | -  | 1  |
| 31 | Alain Oreille      | -  | -  | -  | -  | -  | -  | -  | 1  | 1  |